# Урвасте (волость)
У́рвасте (эст. Urvaste) — бывшая волость в Эстонии в составе уезда Вырумаа. Была основана 11 июля 1991 года и упразднена 26 января 2017 года в результате административно-территориальной реформы.

## География и описание
Волость располагалась на юге Эстонии. Площадь составляла 139,67 км², численность населения на 1 января 2017 год —  1243 человека. Административный центр волости — деревня Кулдре.
Историческое русское название предшественницы волости Урвасте — волости, основанной в годы Российской империи, — Урвастская волость (нем. Urbs, Gemeinde).

## Достопримечательности
На территории волости произрастает самый крупный дуб Эстонии Тамме-Лаури.
На границе уездов Вырумаа и Пылвамаа по мотивам книги Эдгара Вальтера «Книга о Поку» создан тематический парк Покумаа.

## Населённые пункты
Волость включала в себя 14 деревень: Касси (Kassi), Кирикукюла (Kirikuküla), Койгу (Koigu), Кулдре (Kuldre), Кылби (Kõlbi), Люмату (Lümatu), Пихлени (Pihleni), Рухингу (Ruhingu), Току (Toku), Ухтъярве (Uhtjärve), Урвасте (Urvaste), Ууэ-Антсла (Uue-Antsla), Ваабина (Vaabina) и Висела (Visela).

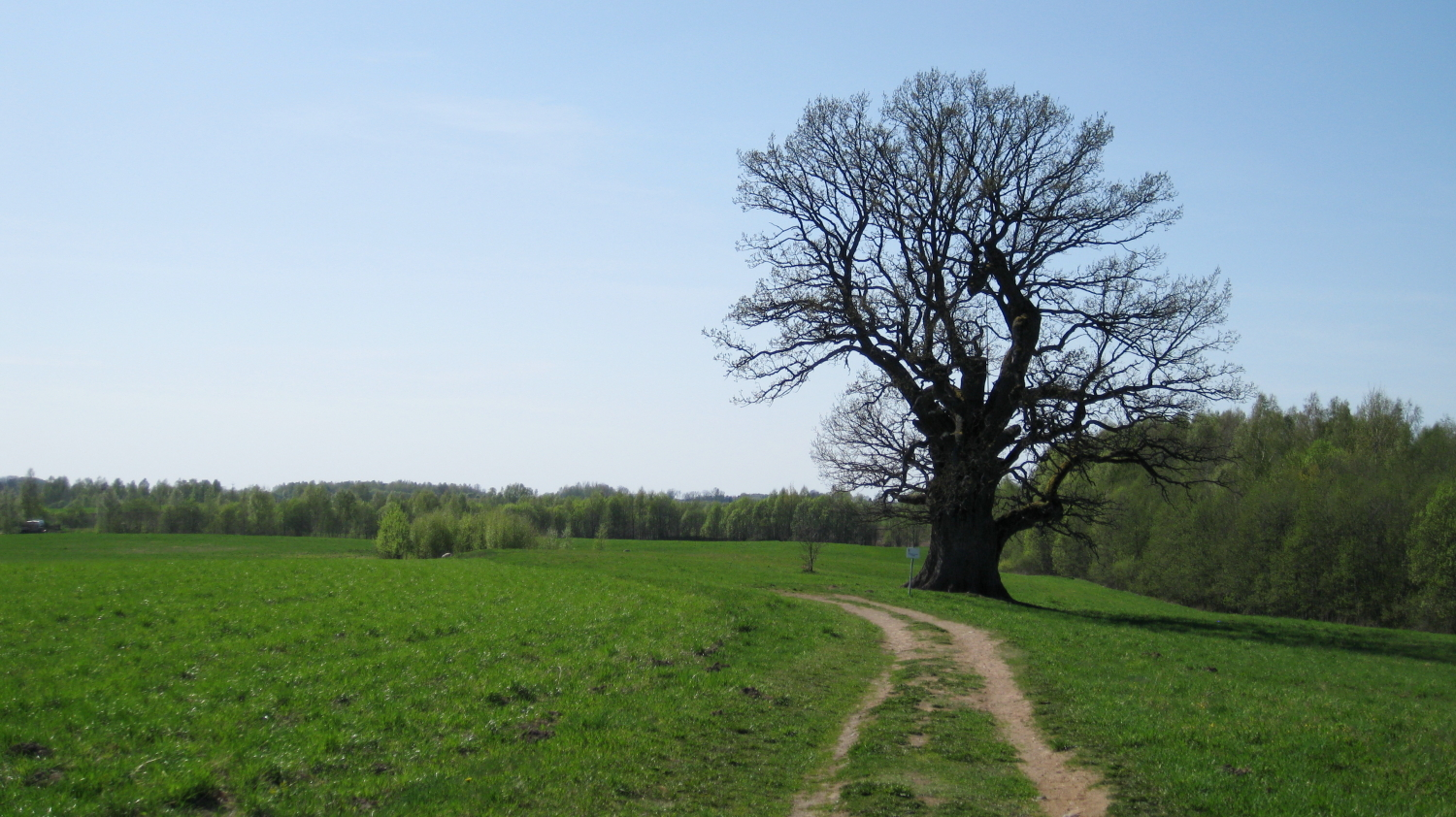
Дуб Тамме-Лаури
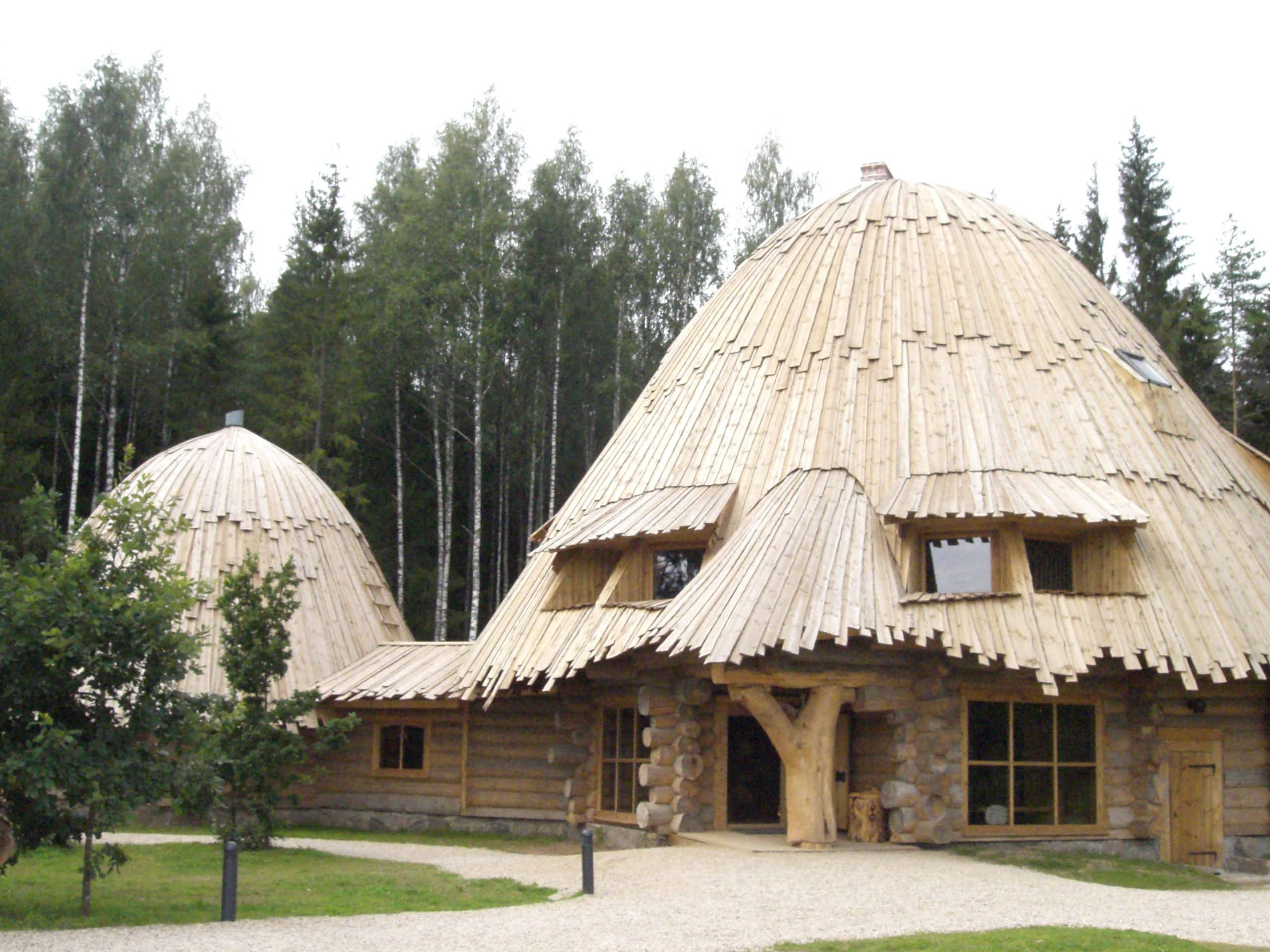
Парк Покумаа